# Retrospektiv utställning

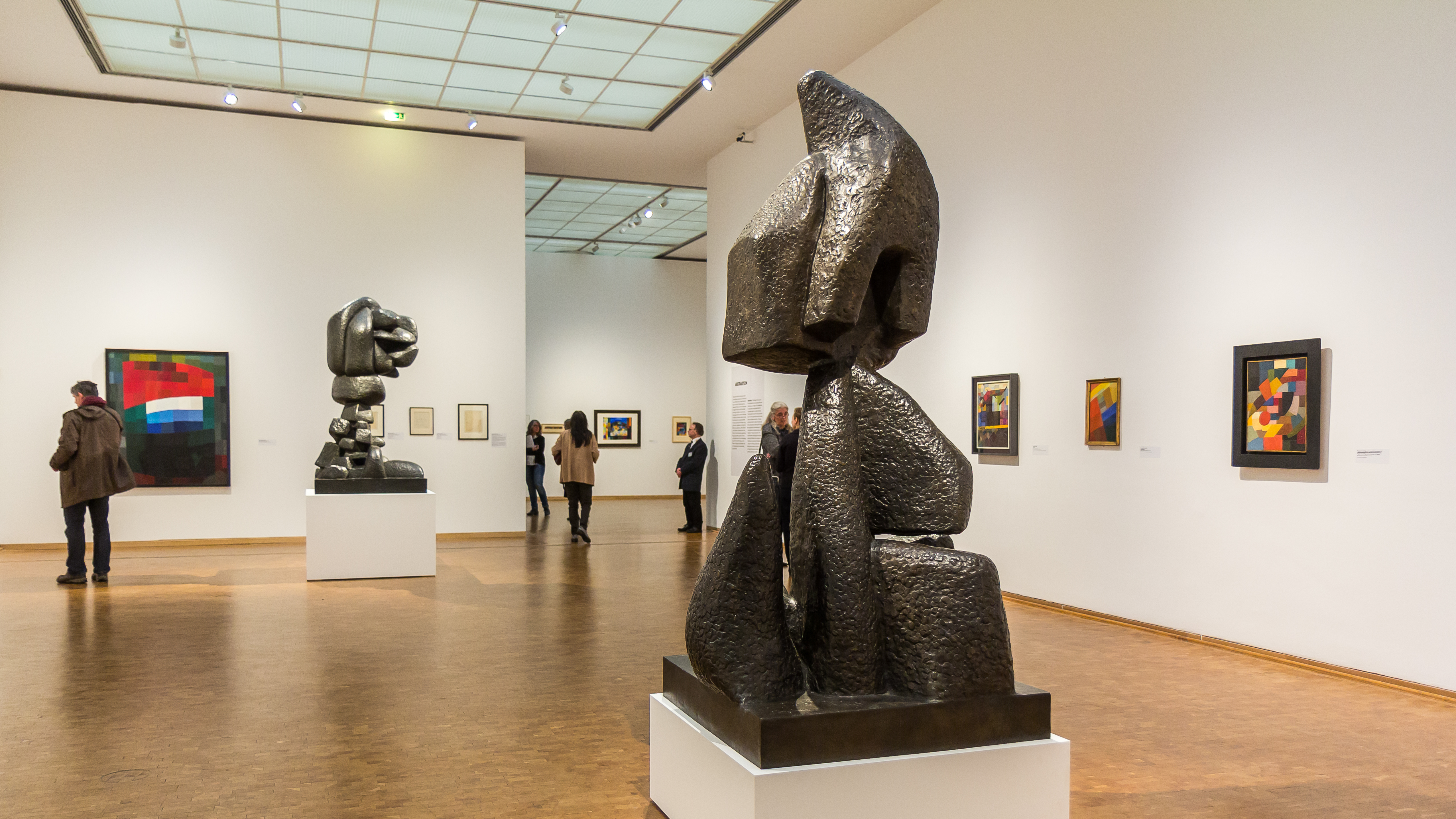
Exempel på en retrospektiv utställning, på bilden Otto Freundlich (1878 - 1943) retroutställning i Köln 2017.

En retrospektiv utställning, ibland enbart en retrospektiv, är en utställning av en levande, eller avliden  konstnärs verk som omfattar ett tillbakablickande urval, snarare än ett urval av aktuell eller senare års produktion.
Begreppet kommer latinets retrospicere, ”se tillbaka”.